# Star Wars: Episode VI - Return of the Jedi
Star Wars: Episode VI - Return of the Jedi (conocida en español como Star Wars: Episodio VI - El retorno del Jedi o La guerra de las galaxias: Episodio VI - El regreso del Jedi) es una película de space opera de 1983 (seis años después del estreno de la primera película) escrita por George Lucas y Lawrence Kasdan, basada en una historia de Lucas y  dirigida por Richard Marquand. Secuela de Una nueva esperanza y El Imperio contraataca, es la tercera película de la Trilogía Original, la tercera estrenada de la saga Star Wars y la sexta en términos de cronología interna de la saga. 
Ambientada un año después de El Imperio Contraataca, el Imperio Galáctico está construyendo una segunda Estrella de la Muerte para exterminar a la Alianza Rebelde. Después de que Luke Skywalker y sus amigos liberan a Han Solo de Jabba el Hutt, la flota rebelde diseña y ejecuta un ataque a la Estrella de la Muerte con la esperanza de destruirla a ella y al Emperador, mientras Luke lucha por traer de vuelta a su padre, Darth Vader, al Lado Luminoso de La Fuerza.
La película se estrenó en los cines el 25 de mayo de 1983. Recaudó 374 millones de dólares en todo el mundo durante su presentación inicial en cines, convirtiéndose en la película más taquillera de 1983. La película fue bien recibida por la crítica, con grandes elogios hacia los efectos especiales y las secuencias de acción, las actuaciones, la música de John Williams y el peso emocional. De la trilogía original fue la película más criticada, ya que mucha gente la consideraba la más infantil por la inclusión de los ewoks. Aun así fue aclamada por la mayoría de la gente, que la consideraron una gran conclusión para la saga. Al igual que los episodios Una Nueva Esperanza y El Imperio Contraataca fue reeditada en 1997 y 2004 para las versiones de VHS y DVD. También tuvo modificaciones para su versión en Blu-ray.  En 2021, fue considerada «cultural, histórica y estéticamente significativa» por la Biblioteca del Congreso de Estados Unidos y seleccionada para su preservación en el National Film Registry.

## Argumento
Hace mucho tiempo en una galaxia muy, muy lejana [...] Luke Skywalker ha regresado a Tatooine, su planeta de origen, en un intento de rescatar a su amigo Han Solo de las garras del vil Jabba. [...] Luke no sabe que el Imperio Galáctico ha iniciado secretamente la construcción
de una nueva estación espacial blindada, incluso más poderosa que la primera y temida Estrella de la Muerte. [...] Una vez terminada, esta arma extrema augurará una muerte segura para el pequeño grupo de rebeldes que lucha por restaurar la libertad en la galaxia....
Texto introductorio de Star Wars: Return of the Jedi

En las Sombras del Imperio, se revela que el Imperio ha comenzado la construcción en secreto de la Segunda Estrella de la Muerte, mucho más poderosa, grande, armada y mejor defendida que la versión anterior, con un escudo de energía que la convierte en una estación espacial invisible a los sensores y sistemas de ataque de otras naves de combate. Siguiendo los consejos del Príncipe Xizor, el Emperador Palpatine deja que los planos caigan en las manos de los rebeldes, en una batalla donde logran capturar una nave de transporte. Los Espías Bothan descubren la nave que resguarda los mencionados planos y aunque muchos de ellos mueren en combate, logran divulgar la información a la Rebelión, de su diseño, capacidad, armamento, defensa y ubicación exacta en la Galaxia, para comenzar el plan de Ataque contra la nueva Estrella de la Muerte, y que la flota estelar del Imperio está dispersa por la Galaxia, buscando a la rebelión entre todos los sistemas estelares.
Entretanto Luke Skywalker, Lando Calrissian, Leia Organa y Chewbacca, quienes habían fallado en su intento por rescatar a su compañero Han Solo de su prisión de carbonita y que se encontraba en las manos del cazarrecompensas Boba Fett, descubren que este se lo ha entregado a Jabba el Hutt en Tatooine y deciden ir allí a rescatarlo.
Un año después del incidente en la Ciudad de las Nubes, el Imperio Galáctico está construyendo en secreto una Segunda Estrella de la Muerte en el sistema Endor, donde el mismísimo lord Sith, Darth Vader viaja personalmente para supervisar el avance en la construcción de la Segunda Estrella de la Muerte y le dice al comandante de la estación, el Moff Tiaan Jerjerrod que el progreso en la construcción no va como acordaron. Por su parte, Jerjerrod le menciona a Vader que trabaja lo más rápido que puede, a lo que Vader le responde que el Emperador no está nada complacido con el avance en la construcción de la estación de combate y que el mismo vendrá en persona a supervisar el progreso de construcción del arma. Al oír esto, Jerjerrod entonces le informa a Vader que redoblará sus esfuerzos de construcción, mientras que Vader por su parte le menciona que espera que a si sea por el bien del Moff Tiaan, ya que según palabras del malvado Lord Sith, el Emperador Palpatine no es alguien tan benevolente como lo es Vader.
Luke Skywalker viaja junto con sus amigos al desértico planeta Tatooine, para rescatar a Han Solo de las garras del temido gánster intergaláctico Jabba el Hutt. Al caer la noche, en el interior del palacio de Jabba el Hutt, la Princesa Leia disfrazada de un cazarrecompensas, libera a Han Solo de su estado de hibernación dentro del bloque de carbonita, pero con un inconveniente: al estar en hibernación en la carbonita su vista se vio afectada temporalmente; pero es descubierta por Jabba y puesta bajo su custodia, pasando a ser su esclava. Poco tiempo más tarde, Luke llega para hacer una petición final a Jabba de liberar a Han Solo. Luke es capturado y enviado al pozo de un Rancor al cual mata, provocando la ira de Jabba quien decreta que Luke, Chewie y Han Solo serían llevados al desierto para ser ejecutados y consumidos por un Sarlacc. Con la ayuda de R2-D2, Luke usa su nuevo Sable de luz, esta vez con un filo de color verde, comienza a librar una batalla con los guardias de Jabba, mientras que en el interior de la barcaza principal, Jabba es asesinado por Leia (quién lo ahorca con la misma cadena con la que él la controlaba) y el cazarrecompensas Boba Fett es golpeado por Han Solo cayendo dentro del Sarlacc. Luke y su equipo consiguen escapar justo antes de que la barcaza de Jabba explote.
Luke vuelve a Dagobah para completar su entrenamiento Jedi, pero el maestro Yoda cae enfermo y al borde de su inminente muerte. Yoda le dice a su aprendiz que su entrenamiento ha concluido. Antes de morir y volverse uno con La Fuerza, Yoda le dice a Luke que debe enfrentarse nuevamente a Darth Vader, pues es su destino como Jedi y le confirma que él es su padre, también le dice que hay otro Skywalker, Leia. Yoda también informa a Luke que tras su inminente muerte, él será el último de los Jedi que existe en la Galaxia y que "La Fuerza" estará concentrada solamente en él, para enfrentar y derrotar a Darth Vader, por lo que el equilibrio de La Fuerza en la Galaxia quedará establecido. Más tarde, la forma de espíritu de Obi-Wan Kenobi aparece y confirma que Vader una vez fue Anakin Skywalker, un joven Jedi que fue seducido por el Lado Oscuro de La Fuerza. También le revela que la Princesa Leia es en realidad su hermana melliza, que fueron separados de su madre, Padmé Amidala (quien falleció justo después del parto) al nacer y ocultados para proteger a ambos de Vader y el Emperador Palpatine.
Mientras tanto, en el punto de reunión en un lejano lugar de la Galaxia, la Alianza Rebelde prepara una estrategia de ataque contra el Imperio Galáctico, logrando reunir varias naves de combate de entre todos los sistemas estelares que se oponen a la dominación del Imperio Galáctico. Como parte de ésta, Luke y sus compañeros deben dirigir un comando de asalto sobre la Luna Santuario de Endor para desactivar el generador de escudo que protege a la segunda Estrella de la Muerte, un nuevo sistema de defensa que no permite ataques de naves estelares de ningún tipo, rayos láser, de energía de plasma y torpedos de fragatas militares, naves caza de combate o bombarderos, y que impide la detección de la Segunda Estrella de la Muerte, con las computadoras y sistemas de ataque de las naves de combate, lo que la convierte en una estación espacial casi invisible e impenetrable para todos los sistemas de armas conocidos, impidiendo cualquier ataque convencional contra la Segunda Estrella de la Muerte, donde el Emperador en persona ha llegado para supervisar la construcción final de la estación espacial. 
El comando de asalto llegará en una nave de transporte que fue capturada en una anterior batalla, en un salto espacial desde el punto de reunión de la flota rebelde, hasta el sistema estelar donde se oculta la Segunda Estrella de la Muerte, en forma muy sigilosa y sin llamar mucho la atención, con un código secreto de comunicación entre las naves de la flota de combate, que le permitiría pasar en medio de las naves de combate del Imperio, Darth Vader siente la presencia de Luke en la nave de transporte por el poder de La Fuerza que está concentrada en él, al ser el último caballero Jedi de la Galaxia, pero el Emperador había previsto que la Alianza Rebelde trataría de atacarlos, así que permite su llegada para tratar de capturarlo y le dice al operador de comunicaciones de la nave comando, que deben dejarlos pasar frente a ellos, porque él mismo se encargará de todo.
En Endor, descubren una tribu de Ewoks, unas curiosas criaturas indígenas nativas del planeta. Con la ayuda del robot C-3PO y sus múltiples programas de comunicación con otros idiomas, consiguen forjar una alianza para combatir juntos al Imperio, al estos creer que C-3PO es una especie de dios venido del cielo para ayudarlos. Más tarde, Luke decide que el tiempo de afrontar su destino ha llegado y se prepara para enfrentarse a Darth Vader, porque él también puede predecir el futuro con la ayuda del Lado Luminoso de La Fuerza que está concentrada ahora en él. Antes de marcharse, Luke le confiesa a Leia que son hermanos y que Vader es su padre. Luke se entrega en medio de la noche, a los soldados del Imperio en una base comando en medio de la selva de Endor, y sin éxito, intenta convencer a su padre para que deje el Lado Oscuro de La Fuerza. Vader traslada a Luke a la Segunda Estrella de la Muerte y lo presenta ante el Emperador Palpatine, quien le revela que la Alianza Rebelde va a caer en una trampa y que la nueva estación espacial, está en perfecto estado y funcionamiento con su arma principal, y que él había previsto toda esta situación, la llegada de Luke, el ataque de la Alianza Rebelde y la presencia de los comandos especiales de la Alianza Rebelde, que quieren sabotear el escudo de energía en Endor y le revela, que un grupo especial de sus propias fuerzas de combate harán caer en una trampa a sus amigos en Endor, para derrotar a las naves de la alianza rebelde cuando arriben a la Estación Espacial y que todos serán derrotados.
La Alianza Rebelde en Endor, logra entrar en el búnker de control del generador del escudo de la nueva Estrella de la Muerte, pero inmediatamente son tomados presos por tropas de asalto del Imperio, por ser una trampa bien calculada dentro de los planes del Emperador. Pero las fuerzas imperiales no contaban con los Ewoks, empezando así la Batalla de Endor y afectando los planes ocultos del Emperador, en donde la alianza con los habitantes nativos de Endor, se convierte en el peso que altera la balanza de poder hacia el triunfo del Lado Luminoso de La Fuerza en la batalla. Al mismo tiempo, la flota Rebelde se reúne con naves de transporte de diferentes sistemas planetarios convertidas en naves de combate, fragatas espaciales de combate y todo tipo de naves caza de combate, incluso el mítico Halcón Milenario, como nave comando de los cazas de combate, para iniciar el salto espacial y atacar la Segunda Estrella de la Muerte en forma sorpresiva, la flota Rebelde surge del hiperespacio a un punto muy cercano a la luna de Endor, en una maniobra muy arriesgada para combatir directamente contra la Segunda Estrella de la Muerte y algunos de sus super-destructores estelares, ya que según la información obtenida por la inteligencia militar, se supone que la mayoría de la flota estelar al servicio del Emperador, se encontraban dispersas en la Galaxia buscando a los rebeldes, pero en realidad se mantenían ocultos detrás de la luna de Endor, por una orden del Emperador que había previsto este ataque sorpresivo contra la estación espacial, manteniendo las naves de combate ocultas para no ser detectadas por los sensores y radares espaciales de la flota Rebelde, que llegaría en cualquier momento y esperando poder destruirlas en un combate definitivo, que estaba orquestado por las habilidades del Emperador para predecir el futuro, con la ayuda del Lado Oscuro de La Fuerza. 
Mientras que al mismo tiempo de la batalla en Endor y entre las naves espaciales de la Alianza Rebelde contra la totalidad de la Flota Imperial, que no podían atacar a la Segunda Estrella de la Muerte, porque el escudo proyectado desde Endor todavía estaba operativo, las naves reciben el ataque directo del arma principal de la Segunda Estrella de la Muerte y consideran emprender la retirada de la batalla, mientras tanto Luke y Vader se baten en duelo de sables de luz en la estación de comando del Emperador, mientras que el Emperador observa el combate y trata de seducir a Luke al Lado Oscuro de La Fuerza, promoviendo el odio y el miedo en su interior, al decirle que sus amigos serán derrotados y que la Alianza Rebelde ha caído en una trampa, según sus malvados planes, al mismo tiempo que aumenta la intensidad del combate en Endor, entre Luke y Vader, las naves de la Alianza Rebelde, deciden entrar a combatir directamente contra los cruceros imperiales, para evitar los ataques del arma principal de la Segunda Estrella de la Muerte.  
En medio del combate, Vader presiente los sentimientos de Luke, que permanece oculto en el interior de las instalaciones de una estación de comando del Emperador, que ha sido afectada por el combate de sables de luz y se percata de que Leia es su hermana melliza y tienta a Luke a que si él no decide unirse al Lado Oscuro, quizás ella sí lo haga. Tras esta amenaza, Luke estalla de furia y aparece de forma sorpresiva entre las sombras donde se ocultaba y ataca a Vader, lo hace retroceder porque La Fuerza está concentrada en él, lo arrincona en un barandal metálico y hasta cortándole su mano derecha cibernética (ya que su brazo derecho orgánico original fue cortado por el Conde Dooku en Geonosis y luego sus piernas y su brazo izquierdo orgánicos fueron cortadas por Obi-Wan en Mustafar), logrando establecer un equilibrio, que le permitía mantenerse en el Lado Luminoso de La Fuerza, para derrotar los planes del Emperador. 
El Emperador al ver como Luke hace fluir su odio por algunos momentos, lo tienta para que mate a su padre Darth Vader, quien en ese momento estaba desarmado y derrotado en el suelo, para que Luke ocupe su puesto junto a él como su nuevo aprendiz y como último paso para pasar al Lado Oscuro de La Fuerza, pero Luke empieza a tranquilizarse y a recapacitar de sus acciones recientes y como acto de osadía de su parte rechaza la petición del Emperador y lanza su sable de luz lejos de él, donde también le dice al Emperador que él ya es un Jedi, tal y como lo fue su padre fue en el pasado y que no se convertirá al Lado Oscuro de La Fuerza, resistiendo la tentación del mal en forma mesiánica. Viendo que Luke no puede ser influido y como este ingenuamente había lanzado su sable de luz a un lado, el Emperador rápidamente lo ataca aplicando sus Rayos de La Fuerza para asestarle varias descargas eléctricas, pero justo antes de que este logre matarlo, Luke trata de convertir a su padre y lo llama pidiendo su ayuda, como una estrategia para traerlo de regreso al Lado Luminoso de La Fuerza, entonces Vader, al ver a su propio hijo a punto de morir por los Rayos de La Fuerza y las descargas eléctricas constantes, este finalmente recapacita de sus errores y rápidamente interviene atacando al Emperador, donde levanta al Señor Oscuro de los Sith, sin embargo los Rayos de La Fuerza del Emperador se dispersan y rompen la máscara de Vader, dañando su sistema de respiración y finalmente Vader lanza al Emperador Palpatine directo al centro del reactor hacia su muerte y es destruido por la energía que se dispersa. Tras eliminarlo, Luke rápidamente rescata a su padre y trata de llevárselo a un hangar espacial para escapar del inminente ataque de la Alianza Rebelde, que tiene un plan muy elaborado y factible para destruir la Segunda Estrella de la Muerte. Al saber que no hay ninguna esperanza para su propia supervivencia, Vader le pide a Luke que le quite su máscara para poder verlo con sus propios ojos, por lo que Luke accede a cumplir su último deseo y le quita la máscara a su padre, quien posteriormente le dice que tenía razón sobre él y que lo había salvado. Con aquellas palabras finales, Anakin Skywalker finalmente sucumbe a sus heridas y muere pacíficamente en los brazos de Luke, cumpliendo así la profecía: Él era el elegido para darle equilibrio a La Fuerza, al convertirse al Lado Luminoso de La Fuerza justamente antes de morir. 
Las fuerzas rebeldes en Endor, logran destruir la antena que proyectaba el escudo de energía de la Segunda Estrella de la Muerte, gracias a la alianza con los habitantes nativos del planeta, entonces las naves de combate de la Alianza Rebelde, que mantenían una dura batalla contra las naves de la Flota Imperial, reciben la señal en clave de que el escudo ha sido desactivado y los sensores de las naves de combate, que tenían sus señales saturadas por el campo de energía proyectado desde el planeta, finalmente logran activar los sistemas de detección de blancos y aparece la Segunda Estrella de la Muerte en sus computadoras de batalla, sin las señales del escudo que la hacían invisible a los sistemas de navegación y ataque, entonces en una maniobra muy arriesgada, atacan directamente la Segunda Estrella de la Muerte, se introducen al interior de la estación de batalla por uno de los ductos de ventilación de los sistemas de fusión nuclear, que todavía estaba en construcción, con el Halcón Milenario comandando la misión de destruir la estación, volando a gran velocidad por un estrecho túnel dentro de las instalaciones de la Segunda Estrella de la Muerte, en donde, producto de los estrechos túneles, la antena de comunicación del Halcón Milenario  se rompe al golpear con una estructura de las instalaciones, finalmente llegan al centro del reactor de fusión volando entre las estructuras principales de la Segunda Estrella de la Muerte, tuberías con el combustible de fusión, refrigeración, gases, agua, sistemas de ventilación para disipar el calor de la fusión nuclear y disparan torpedos al centro mismo del reactor nuclear, provocando que los terminales de energía de fusión nuclear queden fuera de balance, la estructura se desploma y se produce una gigantesca explosión de fusión nuclear, el arriesgado ataque que tenía el respaldo de La Fuerza, logra destruir la temida Segunda Estrella de la Muerte y escapan por el ducto de ventilación, a una gran velocidad, superando la velocidad de la explosión de fusión nuclear de la Segunda Estrella de la Muerte, al tiempo que Luke escapa en una nave comando imperial, llevando consigo el cuerpo de su padre y también logra escapar de la explosión de fusión nuclear, mientras las naves de la Alianza Rebelde se alejan de la onda explosiva. 
En Endor, todos festejan al ver la gran explosión de la Segunda Estrella de la Muerte en el cielo, mientras Han Solo le dice a Leia que seguramente Luke había escapado de tal explosión, a lo que ella contesta que lo sabía. Han Solo cree que Leia está enamorada de Luke, es entonces que Leia le revela a Han Solo que ella y Luke son hermanos, haciendo que Han Solo y Leia reafirmen su relación. Ya más tarde, en Endor, Luke incinera en una pira funeraria los restos de su padre. Mientras diversos rincones de la galaxia, como la Ciudad de las Nubes, Tatooine, Naboo y Coruscant celebran la caída del Imperio, Luke se reúne con sus amigos en la celebración; Allí ve los espíritus de Yoda, Obi-Wan Kenobi, y el de su padre, Anakin Skywalker, ahora sin su traje y estos le dan una sonrisa de felicidad al último Jedi que existe en la galaxia, ya libre de la oscuridad y la tiranía del Imperio Galáctico y los Sith.

## Reparto
- Mark Hamill como Luke Skywalker, el último caballero Jedi y un gran piloto del X-Wing, hermano gemelo de Leia y hijo de Anakin.
- David Prowse / Sebastian Shaw como Anakin Skywalker / Darth Vader, un Lord Sith, ex caballero Jedi y el padre de Luke y Leia. James Earl Jones vuelve a doblar la voz de Vader en la versión original, y Hayden Christensen lo interpreta en la parte final, en la versión editada de 2004.
- Harrison Ford como Han Solo, un audaz contrabandista amigo de Luke y el interés amoroso de Leia.
- Carrie Fisher como Leia Organa, la exprincesa del planeta destruido Alderaan, la hermana gemela de Luke, la hija de Anakin y el interés de amor de Han Solo.
- Billy Dee Williams como Lando Calrissian, es el administrador de la Ciudad Nube y un gran amigo de Han Solo.
- Anthony Daniels como C-3PO, un androide de protocolo de Luke.
- Peter Mayhew como Chewbacca,  un wookie y amigo leal a Han Solo.
- Ian McDiarmid como el Emperador Palpatine / Darth Sidious, el gobernante supremo de la galaxia con cicatrices y deformaciones en su rostro y fundador del Imperio Galáctico y maestro Sith de Vader.
- Frank Oz como Yoda, un viejo maestro Jedi auto-exiliado que vive en el planeta Dagobah que se encargó en entrenar a Luke para convertirlo en caballero Jedi.
- Kenny Baker como R2-D2, un droide de color azul y blanco astromecánico que le pertenece a Luke.
- Alec Guinness como Obi-Wan Kenobi, el fallecido maestro Jedi de Luke hecho un fantasma y aun así se encarga de entrenar a Luke junto con el maestro Yoda.
- Denis Lawson como Wedge Antilles, un gran piloto perteneciente a la Alianza Rebelde que maneja hábilmente una X-Wing.
- Kenneth Colley como El Almirante Piett, el almirante superior del Imperio Galáctico.
- Jeremy Bulloch como Boba Fett, un cazador de recompensas del Imperio Galáctico que capturó a Han Solo para dárselo a Jabba The Hutt.
- Michael Pennington como El Grand Moff Jerjerrod, el comandante de la segunda Estrella de la Muerte.
- Warwick Davis como Wicket W. Warrick, un Ewok que lleva a Leia y a sus amigos a su tribu de su planeta Endor. Baker fue quien originalmente como Wicket, pero fue reemplazado por Davis después de caer enfermo con una intoxicación alimentaria en la mañana de la sesión. Davis no tenía experiencia en la actuación anterior, y fue lanzado sólo después de que su abuela había descubierto una convocatoria abierta de enanos para la nueva película de Star Wars.
- Caroline Blakiston como Mon Mothma, una cofundadora y líder de la Alianza Rebelde.

David Barclay y Toby Philpott sirvieron como principales titiriteros para Jabba The Hutt y Larry Ward sin acreditar. Michael Carter interpretó al auxiliar de Jabba, Bib Fortuna (voz de Erik Bauersfeld), mientras que Femi Taylor y Claire Davenport aparecieron como sus esclavas bailarinas de raza Twi´lek.
Para interpretar a las numerosas especies exóticas aparecen en la película se emplea una multitud de titiriteros, actores de voz, y dobles de actores. El Almirante Ackbar fue realizado por titiritero Timothy M. Rose, con su voz proporcionado por Erik Bauersfeld. Nien Nunb fue interpretado por Richard Bonehill en traje de fotos de cuerpo entero, mientras que por lo demás fue una marioneta operado por Mike Quinn y su voz fue proporcionada por Kipsang Rotich. Sy Snootles era una marioneta operado por Rose y Quinn, mientras que su voz fue proporcionada por Annie Arbogast. Otros incluyen; Simon Williamson como Max Rebo, Guardia gamorreano y un Mon Calamari; Deep Roy como Droopy McCool; Ailsa Berk como Amanaman; Paul Springer como Ree-Yees, Guardia gamorreano y un Mon Calamari; Hugh Spight como un guardia gamorreano, Elom y un Mon Calamari; Gerald Home como Tessek y el oficial de Mon Calamari; Phil Herbert como Hermi Odle; Tik Tok y (Tim Dry y Sean Crawford) como whiphid y Yak-Face; y Phil Tippett como Rancor Pit.

## Doblaje
| Personaje            | Actor original                                       | Actor de doblaje        | Actor de doblaje (Los Ángeles) (Doblaje original 1983) | Actor de doblaje (México) (Redoblaje 1984-1985) |
| -------------------- | ---------------------------------------------------- | ----------------------- | ------------------------------------------------------ | ----------------------------------------------- |
| Luke Skywalker       | Mark Hamill                                          | Salvador Vidal          | Roberto Alexander                                      | Jesús Barrero                                   |
| Han Solo             | Harrison Ford                                        | Camilo García           | Luis Accinelli                                         | Gerardo Reyero                                  |
| Princesa Leia Organa | Carrie Fisher                                        | María Luisa Solá        | Bárbara Ransom                                         | Mónica Manjarrez                                |
| Darth Vader          | David Prowse James Earl Jones (voz)                  | Constantino Romero      | Isidro Olace                                           | Federico Romano (1997) Blas García (2011)       |
| Anakin Skywalker     | Sebastian Shaw (1983) Hayden Christensen (2004-2011) | Constantino Romero      | Isidro Olace                                           | Federico Romano (Redoblaje 1997)                |
| C-3PO                | Anthony Daniels                                      | Miguel Ángel Valdivieso | Carlos Nieto                                           | Carlos del Campo                                |
| Obi Wan Kenobi       | Sir Alec Guinness                                    | Luis Posada Mendoza     | Roberto Cruz                                           | Jorge Fink                                      |
| Yoda                 | Frank Oz                                             | Fernando Ulloa          | Raúl Roth                                              | Arturo Mercado                                  |
| Lando Calrissian     | Billy Dee Williams                                   | Miquel Cors             | José Archimides                                        | Arturo Mercado                                  |
| Emperador Palpatine  | Ian McDiarmid                                        | José María Alarcón      | Jaime John Gil                                         | Ricardo Lezama                                  |
| Almirante Ackbar     | Timothy D. Rose Erik Bauersfeld (voz)                | Joan Borràs             | Juan Cuadra                                            | Esteban Siller                                  |

- Ficha en Eldoblaje.com
- Doblaje

## Desarrollo

### Producción

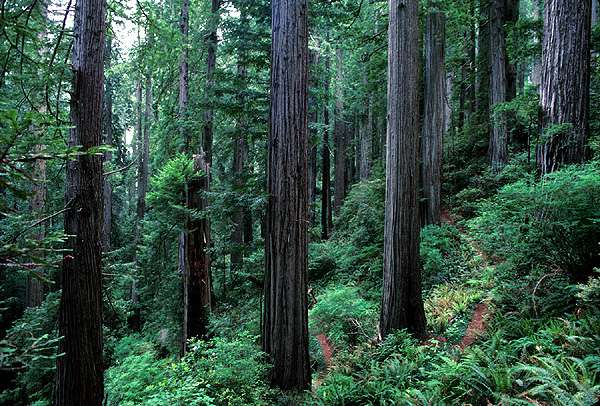
El Parque nacional Redwood, en California (Estados Unidos), donde se rodaron escenas de la luna Endor.

Durante la preproducción de El retorno del Jedi, que tuvo lugar varias semanas previas al estreno de El Imperio contraataca, se rompió la relación entre George Lucas y su productor y amigo Gary Kurtz (que se había encargado del trabajo de producción de los dos episodios anteriores así como de American Graffiti. Gary Kurtz afirma que esta ruptura fue debida a que George Lucas estaba más preocupado por generar merchandising (que a fin de cuentas reportaba más dinero a Lucasfilm que las propias películas en sí) que por mantener un argumento de calidad. Siguiendo ese criterio George Lucas realizó cambios drásticos en la que iba a ser la historia que concluyese la trilogía original. 
Gary Kurtz ha mencionado en numerosas entrevistas (así como en el documental The People vs George Lucas) algunos de los detalles que finalmente fueron modificados por George Lucas. En el argumento original no había una segunda Estrella de la Muerte, los ewoks no estaban en la trama (se incluyeron pensando en el merchandising), Han Solo iba a morir en la batalla en Endor, Leia no iba a ser la hermana de Luke (Luke buscaría a su hermana en los futuros episodios VII, VIII y IX), Luke no se enfrentaría al Emperador hasta el Episodio IX junto con su hermana, la película no terminaría en una gran celebración, sino de forma agridulce con Leia como reina recomponiendo las pérdidas de la guerra, y Luke caminando y desvaneciéndose en el horizonte como un vaquero bajo el sol). 
Con la marcha del productor Gary Kurtz, Howard Kazanjian (responsable de las labores de producción de En Busca del Arca Perdida y vicepresidente de Lucasfilm en esas fechas) tomó las riendas en El retorno del Jedi. Como George Lucas nunca ha sido un gran director de actores —tal como comentan Mark Hamill y Carrie Fisher en el making off de Star Wars— y en El Imperio contraataca había recurrido a su profesor de dirección Irvin Kershner para tomar la batuta de la dirección, aunque declino la propuesta;  en esta ocasión Lucas trató de que fuese primero David Cronenberg y más tarde David Lynch el director de la nueva entrega. Lynch acababa de cosechar un grandísimo éxito con El hombre elefante, pero declinó la oferta después de una reunión en la que el propio Lucas le mostró la apariencia de los Ewoks. No en vano Lynch aceptaría dirigir a continuación su propia epopeya espacial: Dune.
Lucas finalmente eligió a Richard Marquand. Es posible que Lucas haya dirigido personalmente parte del trabajo de la segunda unidad, ya que el rodaje amenazaba con excederse en el cronograma; esta es una función que Lucas había desempeñado voluntariamente en ocasiones anteriores cuando solo había estado produciendo oficialmente una película (por ejemplo, More American Graffiti, En busca del arca perdida). Lucas operó la cámara B en el set varias veces. El propio Lucas ha admitido estar en el set con frecuencia debido a la relativa inexperiencia de Marquand con los efectos especiales. Lucas elogió a Marquand como una "persona muy agradable que trabajaba bien con los actores". Marquand notó que Lucas mantuvo una presencia notoria en el set, bromeando: "Es como intentar dirigir El Rey Lear, ¡con Shakespeare en la habitación de al lado!"

### Escritura
El guion fue escrito por Lawrence Kasdan y Lucas (con contribuciones no acreditadas de David Peoples y Marquand), basado en la historia de Lucas. Kasdan afirma que le dijo a Lucas que El retorno del Jedi era "un título débil", y Lucas luego decidió nombrar la película Revenge of the Jedi. Kazanjian le dijo lo mismo a Lucas, y el título cambió a Revenge of the Jedi días después.  El guion en sí no se terminó hasta bastante tarde en la preproducción, mucho después de que Kazanjian creara un cronograma de producción y un presupuesto y se contratara a Marquand, lo cual era inusual para una película. En cambio, el equipo de producción se basó en la historia y el borrador de Lucas para comenzar a trabajar con el departamento de arte. Cuando llegó el momento de escribir formalmente un guion de rodaje, Lucas, Kasdan, Marquand y Kazanjian pasaron dos semanas en una conferencia discutiendo ideas; Kasdan utilizó transcripciones en cinta de estas reuniones para luego construir el guion. 

La cuestión de si Harrison Ford regresaría para la película final surgió durante la preproducción. A diferencia de las otras estrellas de la primera película, Ford no había contratado para hacer dos secuelas y En busca del arca perdida lo había convertido en una estrella aún más grande. Kazanjian (que también produjo En busca del arca perdida) convenció a Ford para que regresara:
Jugué un papel muy importante a la hora de traer de vuelta a Harrison para El regreso del Jedi. Harrison, a diferencia de Carrie Fisher y Mark Hamill, firmó sólo un contrato para dos películas. Por eso fue congelado en carbonita en El Imperio Contraataca. Cuando le sugerí a George que lo trajéramos de regreso, recuerdo claramente que dijo que Harrison nunca regresaría. Le dije ¿y si lo convencía para que regresara? George simplemente respondió que entonces lo escribiríamos en Jedi. Recientemente había negociado su acuerdo para En busca del arca perdida con Phil Gersh de la Agencia Gersh. Llamé a Phil, quien dijo que hablaría con Harrison. Cuando volví a llamar, Phil estaba de vacaciones. David, su hijo, atendió la llamada y negociamos el trato de Harrison. Cuando Phil regresó a la oficina varias semanas después, me llamó y me dijo que me había aprovechado de su hijo en las negociaciones. No había. Pero los agentes son agentes. 
Ford sugirió que Han Solo fuera asesinado mediante el autosacrificio. Kasdan estuvo de acuerdo, diciendo que debería suceder cerca del comienzo del tercer acto para sembrar dudas sobre si los demás sobrevivirían, pero Lucas se opuso vehementemente y rechazó el concepto porque no estaba convencido de la idea de los "juguetes Han muertos".   Gary Kurtz dijo en 2010 que el éxito continuo con la mercancía y los juguetes de Star Wars llevó a George Lucas para rechazar la idea de matar a Han Solo en la parte media de la película durante un ataque a una base imperial. Luke Skywalker también se iba solo y exhausto como el héroe de un Spaghetti Western pero, según Kurtz, Lucas optó por un final más feliz para fomentar mayores ventas de mercancías.  El propio Harrison Ford ha estado de acuerdo con este sentimiento, diciendo que Lucas "no veía ningún futuro en los juguetes de Han muerto". 
Originalmente, Yoda no debía aparecer en la película, pero Marquand sentía firmemente que regresar a Dagobah era esencial para resolver el dilema planteado por la película anterior. La inclusión llevó a Lucas a insertar una escena en la que Yoda confirma que Darth Vader es el padre de Luke porque, después de una discusión con un psicólogo infantil, no quería que los cinéfilos más jóvenes descartaran la afirmación de Vader como una mentira. Muchas ideas del guion original fueron omitidas o cambiadas. Por ejemplo, los Ewoks iban a ser Wookiees y el Halcón Milenario sería utilizado en la llegada a la luna forestal de Endor. Tras la derrota del Emperador, originalmente se pretendía que la película terminara con Obi-Wan Kenobi y Yoda regresando a la vida de su existencia espectral en La Fuerza, junto con Anakin Skywalker, gracias a que Yoda pudo evitar que se convirtiera en uno con el Emperador. Fuerza. Luego se unirían al resto de personajes en su celebración en Endor. 

### Rodaje

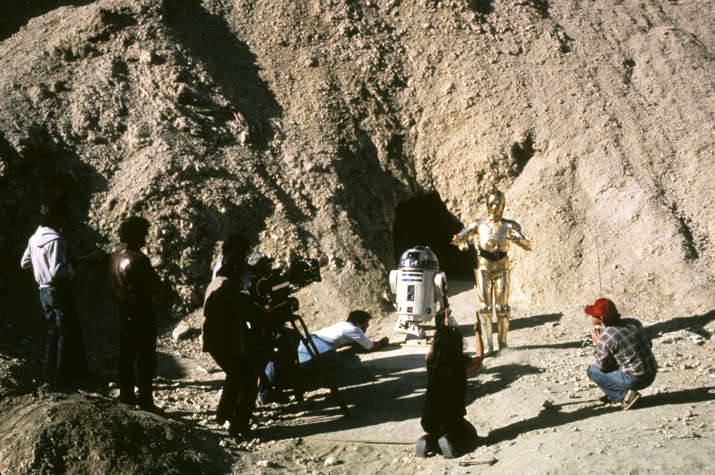
Rodaje de una escena con C-3PO y R2-D2 en el Valle de la Muerte, California.
Fotografía del Servicio de Parques Nacionales.

La filmación del episodio VI de la saga de Star Wars comenzó el 11 de enero de 1982 y terminó el 20 de mayo de 1982, un calendario seis semanas más corto que El imperio contraataca. El calendario de Kazanjian impulsó el rodaje lo antes posible para darle a Industrial Light & Magic (ILM) el mayor tiempo posible para trabajar en los efectos, y dejó a algunos miembros del equipo con dudas sobre su capacidad para estar completamente preparados para el rodaje. Trabajando con un presupuesto de 32,5 millones de dólares, Lucas estaba decidido a evitar excederse del presupuesto como había sucedido con El imperio contraataca. Kazanjian estimó que el uso de ILM (propiedad total de Lucasfilm) para efectos especiales ahorró a la producción aproximadamente 18 millones de dólares. Sin embargo, el hecho de que Lucasfilm fuera una empresa no sindicalizada hizo que adquirir lugares de rodaje fuera más difícil y más caro, a pesar de que Star Wars y The Empire Strikes Back habían sido grandes éxitos. El proyecto recibió el título provisional de Blue Harvest, promocionado con el lema «Horror Beyond Imagination» («Horror más allá de la imaginación»). De esta manera se ocultó a los fanes y a la prensa lo que realmente se estaba filmando, además de evitar que los proveedores de servicios aumentasen sus precios.
La producción requirió el uso de los nueve sets de los Estudios Elstree. Aparte de los estudios también se rodó en distintas localizaciones, como Yuma, Arizona, para las escenas del desierto de Tatooine, Crescent City y Smith River en California  junto con el parque estatal de Jedediah Smith Redwoods en el condado de Humboldt para las escenas de Endor.

### Posproducción
Lucasfilm tuvo problemas mientras probaba la película en una sala comercial. George Lucas y sus empleados no podían oír muchos de los efectos de sonido que habían mezclado. Por ejemplo, durante una de las escenas de la princesa Leia, su tema no se pudo escuchar. Para empeorar las cosas, el ruido de fondo en el cine se volvió tan intenso que amortiguó la mayor parte del sonido de la película cuando se reprodujo a través del sistema de sonido comercial del cine. Muchos teatros de la época tenían una acústica deficiente con sonido envolvente mono. Lucas resolvería el problema asegurándose de que los cines que proyectaran sus películas proyectaran todo el sonido deseado mediante la creación de una nueva empresa de audio llamada THX. 

## Música
John Williams compuso y dirigió la partitura musical de la película con actuaciones de la Orquesta Sinfónica de Londres. Los créditos de orquestación también incluyen a Thomas Newman.  El lanzamiento inicial de la banda sonora de la película fue en el sello RSO Records en los Estados Unidos. Sony Classical Records adquirió los derechos de las partituras de la trilogía clásica en 2004 después de obtener los derechos para lanzar las bandas sonoras de la segunda trilogía (The Phantom Menace y Attack of the Clones). Ese mismo año, Sony Classical reimprimió el lanzamiento de RCA Victor de 1997 de El regreso del Jedi junto con las otras dos películas de la trilogía. El set se lanzó con una nueva obra de arte que refleja el primer lanzamiento en DVD de la película. A pesar de la remasterización digital de Sony, que mejoró mínimamente el sonido que se escucha sólo en equipos estéreo de alta gama, este lanzamiento de 2004 es esencialmente el mismo que el lanzamiento de RCA Victor de 1997. 

## Lanzamiento
El estreno en cines de El regreso del Jedi tuvo lugar el 25 de mayo de 1983. Originalmente estaba programado para el 27 de mayo, pero posteriormente se cambió para que coincidiera con la fecha del estreno en 1977 de la película original de Star Wars.  Con una campaña de marketing masiva a nivel mundial, el ilustrador Tim Reamer creó la imagen para el cartel de la película y otros anuncios. En el momento de su estreno, la película se anunciaba en carteles y productos simplemente como Star Wars: El retorno del Jedi, a pesar de su distinción en pantalla como "Episodio VI". La película original se relanzó posteriormente en los cines en 1985.

### Cambio de título
El avance original de la película llevaba el nombre Revenge of the Jedi (La venganza de los Jedi, en español).  En diciembre de 1982, Lucas decidió que "Revenge" no era apropiado ya que "un verdadero Jedi nunca debería buscar venganza" y volvió a su título original. Para entonces, se habían impreso y distribuido miles de carteles teaser de "Revenge" (con ilustraciones de Drew Struzan). Lucasfilm detuvo el envío de los carteles y vendió el estocaje restante de 6.800 carteles a los miembros del club de fanes de Star Wars por 9,50 dólares. 
Star Wars: Episodio III – La venganza de los Sith, estrenado en 2005 como parte de la trilogía de precuelas, más tarde aludió al título descartado La venganza de los Jedi. 

### Taquilla
El regreso del Jedi recaudó 314,3 millones de dólares en Estados Unidos y Canadá, y 166 millones de dólares en otros territorios, para un total mundial de 480 millones de dólares, frente a un presupuesto de producción de alrededor de 32,5 millones de dólares. 
La película recaudó 23 millones de dólares en 1.002 salas en su primer fin de semana y recaudó un récord de 45,3 millones de dólares en su primera semana. Estableció un nuevo récord nacional de fin de semana de estreno, superando los 14 millones de dólares del estreno de Star Trek II: La ira de Khan.  Su promedio de $22,973 por sala sería un récord para un estreno a nivel nacional sobre una base ajustada a la inflación durante 36 años hasta que fue superado por Avengers: Endgame en 2019. Terminó primero en taquilla durante seis de sus primeras siete semanas de lanzamiento, solo quedó en segundo lugar una vez detrás de Superman III en su cuarto fin de semana. Box Office Mojo estima que la película vendió más de 80 millones de entradas en los EE. UU. en su presentación inicial en cines. Cuando se relanzó en 1985, recaudó 11,2 millones de dólares, lo que totalizó su recaudación teatral inicial de 385,8 millones de dólares en todo el mundo. Durante su relanzamiento en 1997, la película recaudó 16,29 millones de dólares en su primer fin de semana.  Cuando se relanzó en 2023, con motivo de su 40.º aniversario, la película recaudó 5,1 millones de dólares y se ubicó en el puesto número 4 en la taquilla del fin de semana. 

## Recepción

### Respuesta crítica
Según el sitio web agregador de reseñas Rotten Tomatoes, el 83% de los críticos le han dado a la película una reseña positiva con una calificación promedio de 7,30/10, basada en 99 reseñas de los críticos. El consenso de los críticos del sitio dice: "Aunque no logra alcanzar las alturas cinematográficas de sus predecesores, El regreso del Jedi sigue siendo una entretenida aventura de ciencia ficción y un final apropiado para la trilogía clásica".  En Metacritic, la película tiene una puntuación promedio ponderada de 58 sobre 100 basada en 24 reseñas de críticos convencionales, lo que indica "críticas mixtas o promedio". 
El crítico de cine Roger Ebert le dio a la película cuatro de cuatro estrellas, calificándola de "un entretenimiento completo, un placer para la vista y un deleite para la imaginación. Es un poco sorprendente cómo Lucas y sus asociados siguen superándose a sí mismos".  Gene Siskel del Chicago Tribune también le dio a la película cuatro estrellas de cuatro y escribió: "Desde el momento en que las familiares palabras introductorias de Star Wars comienzan a aparecer en la pantalla, El retorno del Jedi es una delicia infantil. Es el "El mejor videojuego que existe. Y para los cinéfilos profesionales, es particularmente divertido ver cada faceta del cine en su máxima expresión". 
James Harwood de Variety calificó la película como "un placer visual en todo momento", pero pensó que "Hamill no es un actor lo suficientemente dramático para llevar la carga de la trama aquí" y Harrison Ford "está presente más en cuerpo que en espíritu esta vez, dada la poca Lo único que queda es reaccionar a los efectos especiales. Y no se puede decir que Carrie Fisher o Billy Dee Williams estén a la altura de esfuerzos anteriores. Pero Lucas y el director Richard Marquand han superado estos defectos de los intérpretes con una variedad realmente sorprendente de criaturas, antiguas y nuevas, además del conocido hardware espacial".  Sheila Benson de Los Angeles Times escribió que la película "es plenamente satisfactoria, da un valor honesto a todas las esperanzas de sus creyentes. Con este último capítulo del ciclo central de Star Wars, existe la sensación del cierre de un círculo, de dejar atrás a verdaderos amigos. Se logra con un peso y una nueva madurez que parecen completamente apropiados, pero la película no ha perdido nada de su sentido de diversión; estalla con nueva inventiva".
En el número de febrero de 1996 de la revista americana Cinescape, Irvin Kershner, director de El Imperio contraataca, expresaba de manera contundente su opinión sobre El retorno del Jedi: "Le falta unidad. No parece seguir una progresión dramática lógica. Además, yo nunca habría mostrado el rostro de Darth Vader. En El Imperio contraataca se le ve la cabeza durante un segundo y nada más. Cuando de pronto resulta que Vader es un hombre normal con un par de heridas en la cabeza, me pareció un timo. Después de verla siento no haber querido dirigirla".
Mark Hamill declaró en una entrevista realizada en 1997 su disconformidad con el resultado de El retorno del Jedi: "George intentó mezclar el tono vitalista y aventurero de ¨Una Nueva Esperanza¨ y el pesimismo de El Imperio contraataca y no funcionó".
J. J. Abrams retomaría algunas ideas del argumento original desechado para su secuela Star Wars: Episodio VII - El despertar de la Fuerza en 2015.

## Premios

### Grammys Awards
| Año  | Categoría                                                                        | Nominada                           | Resultado |
| ---- | -------------------------------------------------------------------------------- | ---------------------------------- | --------- |
| 1983 | Best Album or Original Score Writer for a Motion Picture or a Television Special | Star Wars - The Return Of The Jedi | Nominada  |

### Saturn Awards
| Año  | Categoría                 | Nominada                                                        | Resultado |
| ---- | ------------------------- | --------------------------------------------------------------- | --------- |
| 1983 | Best Science Fiction Film | Star Wars - The Return Of The Jedi                              | Ganadora  |
| 1983 | Best Actor                | Mark Hamill Return of the Jedi                                  | Ganador   |
| 1983 | Best Make-Up              | Phil Tippet and Stuart Freeborn Return of the Jedi              | Ganador   |
| 1983 | Best Costume              | Anggie Guerard Rodgers and Nilo Rodis-Jamero Return of the Jedi | Ganador   |
| 1983 | Best Special Effects      | Richarf Edlud, Dennis Muren, & Ken Ranston Return of the Jedi   | Ganador   |

## Distribución
La película fue estrenada en cines en 1983 y ha sido distribuida en múltiples plataformas desde entonces.
Fue reeditada con cambios y remasterizada en imagen y sonido en 1997, 2004 y 2011.
Uno de los cambios más relevantes en la edición de colección es que el primer actor que ha interpretado a Anakin, Sebastian Shaw, es reemplazado en la escena final por el que actuaría en los episodios II y III, Hayden Christensen, únicamente para dar continuidad a la saga. También destaca el grito de Darth Vader al tirar al vacío a Palpatine, similar al que sale al final del Episodio III. El resto de cambios son en su mayoría criaturas y efectos generados por ordenador añadidos a algunas tomas originales.
Cabe destacar la dificultad para encontrar una copia en buenas condiciones de la película original, pues esta sólo se distribuyó entre el gran público en LaserDisc y VHS durante los años 90 y en una edición limitada en DVD en 2006. El resto de copias que se editan son remasterizaciones con los cambios añadidos ya dichos, introducidos a gusto de George Lucas. Lo mismo sucede con los Episodios IV y V.

## Continuaciones

### Precuelas
16 años después, en 1999 la saga volvió con el estreno del Episodio 1 (en orden cronológico), el cual inició la trilogía de precuelas.

### Secuelas
En 2012 se anunció la producción de una nueva trilogía, la que continuaría con la historia luego del Episodio VI (llamándose así, la tercera trilogía de la saga). Con ella se anunció también la producción del Episodio VII, entrega sucesora tanto en orden de aparición como cronológico, ya que la última película de Star Wars en ser estrenada había sido el Episodio III en 2005; así, la séptima película sigue la trama tiempo después (30 años) del final de la trilogía original; la misma se estrenó mundialmente el 18 de diciembre de 2015, 10 años después de la última película (Star Wars: Episodio III - La Venganza de los Sith).
En 2019, se estrenó en Disney + The Mandalorian cuya historia comienza 5 años después de los eventos de la película. Junto con spin-offs como El libro de Boba Fett, Ahsoka y una película crossover, buscan cerrar el período entre el Episodios VI al VII. 